# Bataille de Villanueva de Barcarrota (1336)
Guerre luso-castillane
La Bataille de Villanueva de Barcarrota a lieu en 1336 pendant la guerre au cours de laquelle le roi Alphonse IV de Portugal et ses alliés castillans, Juan Manuel, prince de Villena et Juan Núñez III de Lara, s'opposent au roi Alphonse XI de Castille. Près de cette localité d'Estrémadure, les troupes Portugaises dirigées par Pedro Afonso de Sousa y affronte les troupes Castillanes dirigées par Enrique Enriquez le Jeune. Ce dernier, avec les soldats de l'évêque de Jaén, assisté de Juan Alonso Pérez de Guzmán y Coronel et les forces de la ville de Séville de Pedro Ponce de León l'Ancien, y défait les Portugais.

## Contexte
Le roi Alphonse IV de Portugal fait alliance avec Don Juan Manuel, Pedro Fernández de Castro, Juan Núñez III de Lara et Juan Alfonso de Alburquerque pour amener la fille de Juan Manuel au Portugal. Ils s'engagent à faire la guerre au roi Alphonse XI de Castille s'il ne rompt pas sa relation avec Leonor de Guzmán, car cela offense son épouse légitime, Marie de Portugal, s'il ne restitue pas à María Díaz II de Haro (épouse de Juan Núñez III de Lara) les biens qui avaient appartenu à son père et à ses grands-parents, ou s'il attaque l'une de leurs terres .
En juin 1336, le roi Alphonse XI de Castille assiège Juan Núñez III de Lara dans la ville de Lerma, tandis que ses autres forces assiègent Torrelobatón, Busto et Villafranca. Alphonse XI ordonne également aux Maîtres des Ordres de Santiago et de Calatrava d'emmener leurs troupes au Château de Peñafiel, où est basé Juan Manuel de Villena, pour l'empêcher d'aider Juan Núñez III de Lara. Pedro Fernández de Castro, qui promet au roi Alphonse XI de l'aider dans la lutte contre Juan Manuel, se rend avec ses troupes à Peñafiel et défie Juan Manuel de se battre. Juan Manuel refuse de quitter la citadelle sécurisée. Compte tenu de cela, Pedro Fernandez de Castro rejoint Alphonse XI dans son siège de Lerma .

## Bataille

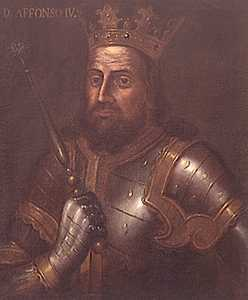
Alphonse IV de Portugal

Quand Alphonse IV de Portugal apprend qu'Alphonse XI de Castille refuse de lever le siège de Lerma, ses troupes envahissent la Castille et assiègent la ville de Badajoz, espérant forcer Alphonse XI à lever le siège de Lerma. Cependant, Alphonse XI continue son siège et envoie des messagers à Pedro Ponce de León l'Ancien, Alvar Pérez de Guzmán l'Ancien et Enrique Enríquez le Jeune, nobles de Castille, leur demandant d'envoyer des troupes pour rejoindre Pedro Fernández de Castro, à qui il ordonne d'aller au secours de Badajoz .
Alphonse XI demande également l'aide des conseils des villes de Cordoue, Séville, Trujillo, Plasencia, Coria et Cáceres, et de Ruy Pérez Maldonado, Maître de l'Ordre d'Alcántara. Ceux-ci unissent leurs forces à celles de Pedro Fernández de Castro et partent aussitôt pour Badajoz pour aider la ville assiégée. Selon la Chronique d'Alphonse XI, l'indiscipline des troupes de Pedro Fernández de Castro est importante et ses hommes causent de graves dégâts dans les lieux par lesquels ils passent en route vers la ville de Badajoz .
Lorsque d'autres nobles et conseils sont informés que la ville de Badajoz est assiégée par les Portugais, ils préparent leurs troupes pour aider, même s'ils n'ont pas encore reçu les messages envoyés par le roi Alphonse XI de Castille. Enrique Enríquez le Jeune, seigneur de Villalba de los Barros et arrière-petit-fils du roi Ferdinand III de Castille, quitte la ville de Séville accompagné des hommes de l'évêché de Jaén, et se rend à la ville d'Estrémadure de Villanueva de Barcarrota, à 49 km de Badajoz. Il commence à harceler les Portugais, les empêchant de s'approvisionner. Il fait des incursions dans le royaume de Portugal où il s'empare de nombreux biens, bétail et captifs.

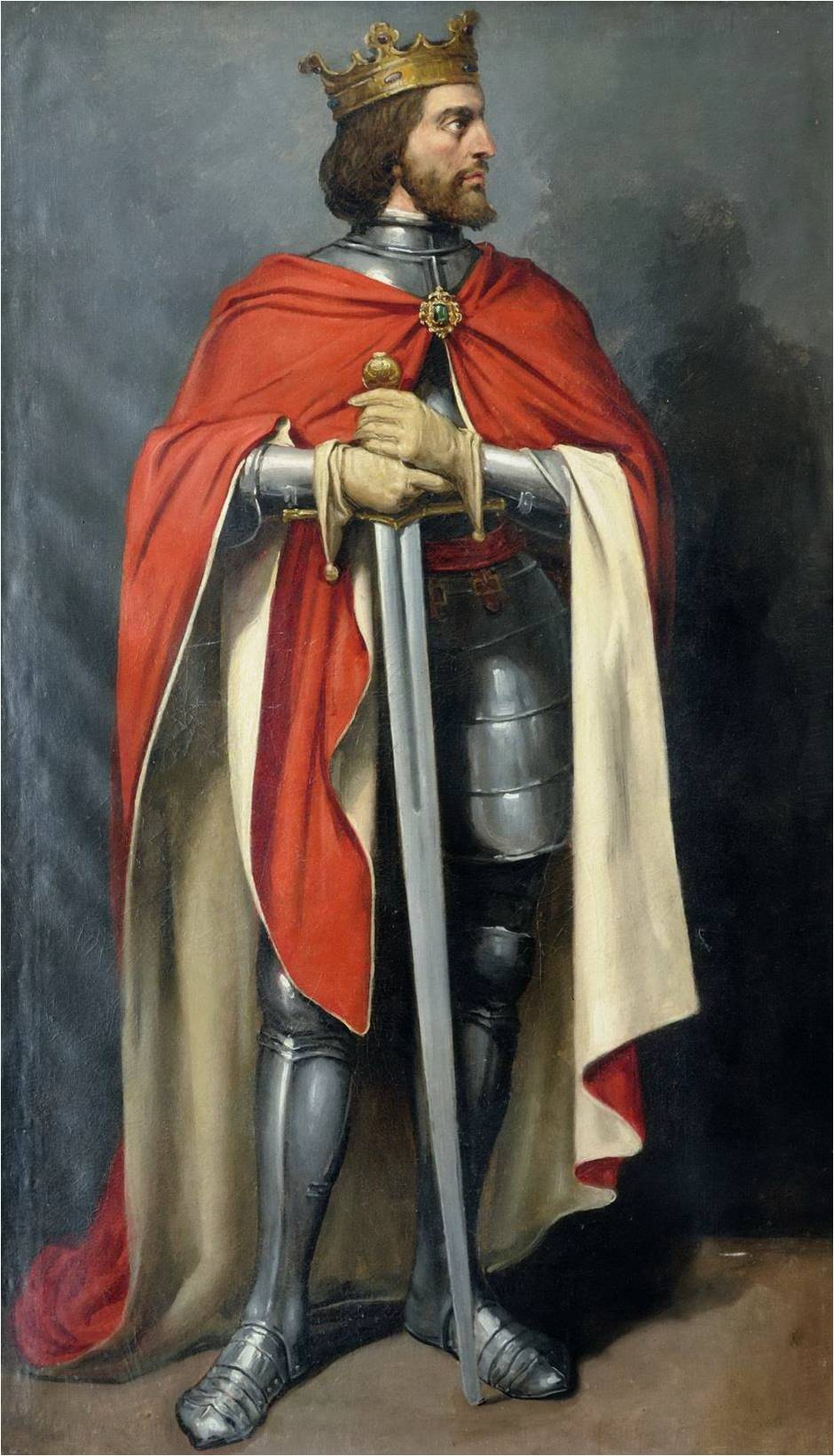
Alphonse XI de Castille

Lorsque Alphonse IV de Portugal, qui assiège encore Badajoz, apprend les incursions qu'Enrique Enríquez le Jeune fait au Portugal, il ordonne à Pedro Afonso de Sousa, un noble de son royaume, de se rendre à Villanueva de Barcarrota, d'appréhender les Castillans sous Enrique Enríquez, et de détruire puis incendier la ville. Lorsque les troupes portugaises arrivent en vue de Barcarrota, Enrique Enríquez le Jeune et ses hommes quittent la ville, bien qu'ils soient en infériorité numérique. Ils n'ont pas d'occasion d'attaquer car les Portugais établissent leur camp sur une colline voisine. De là, ces derniers commencent à lancer des attaques mineures contre les Castillans, qui, en raison de leur infériorité numérique, n'osent pas engager le combat .
Tandis que les Portugais et les Castillans restent dans une impasse, les forces de Séville commandées par Juan Alonso Pérez de Guzmán, seigneur de Sanlúcar de Barrameda, et Pedro Ponce de León l'Ancien, seigneur de Marchena et Bailén, atteignent les environs de Villanueva de Barcarrota. Ils ne connaissent pas la présence des troupes portugaises et ne sont pas prêts au combat. Un individu qui a grimpé sur la tour de l'église de Villanueva de Barcarrota observe leur arrivée, se rend compte par les bannières qu'ils portent qu'ils sont castillans, puis le communique à Enrique Enríquez le Jeune et à ses hommes. Il leur dit que s'ils se hâtent d'attaquer les troupes de Pedro Afonso de Sousa, ils peuvent les vaincre.
Des troupes prêtes au combat sous le commandement de Juan Alonso Pérez de Guzmán et de Pedro Ponce de León l'Ancien sont envoyées pour faire face aux troupes portugaises, qui s'enfuient rapidement. Les troupes d'Enrique Enríquez le Jeune, qui se trouvent près des Portugais, se joignent à leur poursuite avant que les troupes de Juan Alonso Pérez de Guzmán n'entrent au combat. L'armée portugaise commence à être décimée. La Chronique d'Alphonse XI dit qu'ils sont poursuivis sur plus de 10 km. Presque toute l'infanterie portugaise est tuée et de nombreux chevaliers meurent également. À la tombée de la nuit, les troupes castillanes reviennent à Barcarrota. Là, ils apprennent que les troupes envoyées par le conseil de Cordoue sont en route vers Barcarrota .

## Conséquences

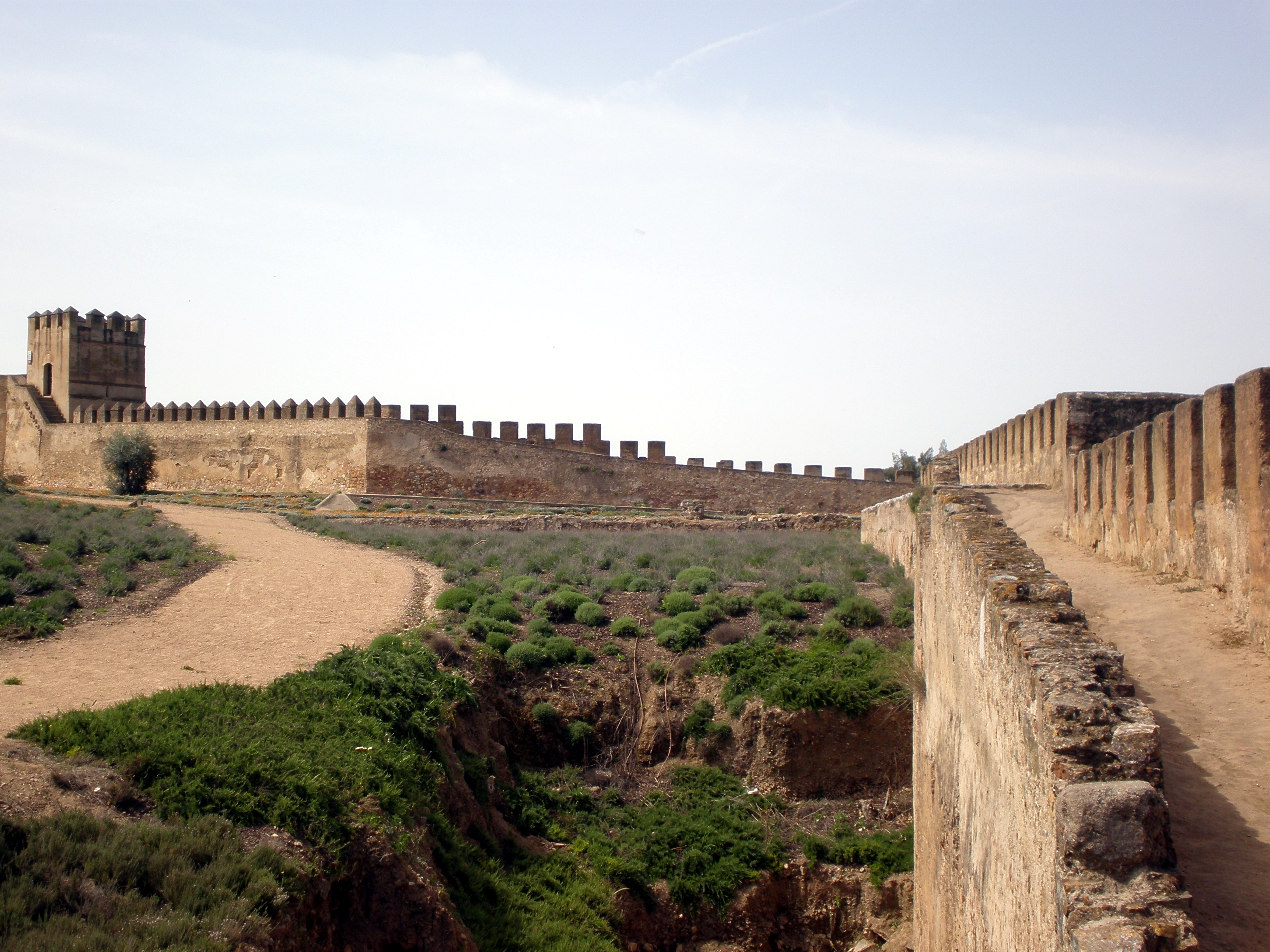
Alcazaba (Badajoz)

Lorsqu'Alphonse IV de Portugal, qui assiège toujours  Badajoz, est informé de la défaite de ses troupes à Barcarrota, il est découragé par cet échec qui s'ajoute aux difficultés du siège de la ville.
Badajoz est bien fortifiée et bien défendue par des hommes aguerris, contrairement à des chevaliers portugais, qui ne sont pas habitués au combat. De plus, le roi de Portugal reçoit des messagers qui lui annoncent que Pedro Fernández de Castro approche avec ses troupes pour secourir Badajoz et que les forces du conseil de la ville de Cordoue également, tandis que les troupes victorieuses d'Enrique Enriquez le Jeune, Juan Alonso Pérez de Guzmán et Pedro Ponce de León l'Ancien sont restées à Barcarrota.
Compte tenu du nombre de troupes ennemies qui l'approchent, Alphonse IV décide de lever le siège de Badajoz et de retourner avec son armée au Portugal ,.
Lors de son voyage de retour, Alphonse IV de Portugal attaque les terres de l'Ordre d'Alcántara, car ceux-ci se sont opposés à lui. Ils défendent leurs territoires, mais Ruy Pérez Maldonado, Maître de l'Ordre, est critiqué pour son manque de courage face aux troupes portugaises .